# Сипан Шираз
Сипан Шира́з (арм. Սիփան Շիրազ; 1967, Ереван — 25 июня 1997, Ереван) — армянский поэт, скульптор и художник. Его отец — известный поэт Ованес Шираз.

## Биография
Учился в Ереванском институте искусства. Член Союза писателей Армении, он также работал на Радио Армении. По словам поэта Арташеса Казаряна, «Сипан жил как метеор». За свою короткую жизнь опубликовал 7 сборников стихов.
Похоронен на Ереванском городском кладбище Тохмах.

## Книги
- Алтарь зори: Стихи, Ереван Советакан грох, 1988, 75 с.
- Новое крещение: Стихи, Ереван Хорурдаин грох, 1990, 116 с.
- Маамерц тари, Ереван, 1992, 149 с., ISBN 5-550-00815-7
- Айрик, Yerevan, 1993, 103 с.
- Избранные стихи, 2008, 272 с.